# BG Rotenburg/Scheeßel
Der Basketballspielgemeinschaft '89 Rotenburg/Scheeßel (BG 89) ist ein 1989 entstandener Zusammenschluss der Sparten Basketball des TV Scheeßel und des TuS Rotenburg. Das Aushängeschild ist die 1. Damenmannschaft, die unter dem Namen BG 89 Avides Hurricanes in der 2.DBBL Nord spielt.

## Geschichte
Der Basketballsport wurde im Rahmen der CVJM-Bewegung bereits seit Anfang der 50er Jahre im Raum Rotenburg (Wümme) betrieben. Seit Ende der 60er und Anfang der 70er Jahre gab es Basketballabteilungen in den Vereinen TV Scheeßel und TuS Rotenburg. An Pfingsten 1989 kam es zum Zusammenschluss der beiden Abteilungen zur Basketballspielgemeinschaft '89 Rotenburg/Scheeßel. Mit diesem Schritt ging eine stärkere Entwicklung der Leistungssportförderung einher. 1991 und 1992 gewannen Rotenburger Mannschaften die deutsche Meisterschaft in der männlichen C-Jugend (U16). Norddeutsche Meistertitel errangen die BG-Jungen in der B-Jugend in den Jahren 1993 und 1994 sowie in der A-Jugend im Jahr 1995. Die B-Jugend wurde 1994 im weiteren Saisonverlauf deutscher Vizemeister. 1996 verpflichtete die BG mit Thorsten Weinhold, der aus Wolfenbüttel nach Rotenburg/Scheeßel wechselte, erstmals einen hauptamtlich tätigen Trainer. 2008 gewann die weibliche U14 der BG die norddeutsche Meisterschaft.

## Mannschaften

### Damen
Die BG-Damen erreichten in der Saison 1998/99 unter der Leitung des Trainergespanns Margit Müller/Dirk Budschkau den zweiten Platz in der 2. Regionalliga, was unter anderem durch die Mitwirkung der mit Erstliga-Erfahrung ausgestatteten Heidrun Globig ermöglicht wurde, und stiegen damit in die 1. Regionalliga auf. 2004 stieg man unter Trainerin Müller in die 2. Bundesliga auf. Die BG war vorerst bis 2007 in der zweithöchsten Spielklasse Deutschlands vertreten. 2009 bewarb man sich um eine Zweitliga-Teilnahmeberechtigung und erhielt diese, obwohl der Aufstieg auf sportlichem Wege nicht geschafft worden war. Am Ende der Hauptrunde der Spielzeit 2009/10 stand Rotenburg auf dem dritten Tabellenplatz der 2. Liga Nord. In der Saison 2010/11 gelang den Rotenburger Damen als Tabellenerster der Hauptrunde in der nachfolgenden Meisterrunde der Einzug in die Endspielserie, dort verlor man gegen Osnabrück. Als Nachrücker gelang aber der Aufstieg in die Damen-Basketball-Bundesliga. Aufstiegstrainer war Roland Senger. Während der Bundesliga-Saison 2012/13 kam es zur Trennung von Trainer Senger, Nachfolger wurde Christian Greve, dem es nicht gelang, den Klassenerhalt zu bewerkstelligen, Rotenburg/Scheeßel stieg somit 2013 aus der Bundesliga ab. Im Spieljahr 2013/14 führte Greve die BG zum Meistertitel in der 2. Liga Nord und damit zur Bundesliga-Rückkehr. Im Sommer 2015 kam der Tscheche Tomas Holesovsky als neuer Trainer, da Greve nach Quakenbrück gewechselt war. 2017 ereilte Rotenburg/Scheeßel der Bundesliga-Abstieg, nachdem auch ein im Januar 2017 vorgenommener Trainerwechsel (Mahir Solo ersetzte Tomas Holesovsky) nicht den gewünschten Erfolg gebracht hatte. 2018 ging Solos Arbeit in Rotenburg zu Ende, Greve kam als Trainer der BG-Damen zurück.
In der Saison 2022/23 wurden die Rotenburgerinnen unter Trainer Greve Meister der 2. Bundesliga. Der Verein verzichtete aber auf den Bundesliga-Aufstieg. 2024 wurde der Zweitligameistertitel wiederholt, erneut wurde das dadurch erlangte Teilnahmerecht an der Bundesliga nicht wahrgenommen.

### Herren
Die Herrenmannschaft stieg 1995 in die 1. Regionalliga, die damals dritthöchste Spielklasse Deutschlands, auf. Clemens Eichler (zu BC Johanneum Hamburg), Nicolas Grundmann (zum MTV Wolfenbüttel) und Ron Hamelberg (zum BC Oldenburg/Westerstede) verließen die BG 1996 zu Zweitligavereinen. Nach zwischenzeitlichen Abstiegen kehrte die Mannschaft 2002 und 2004 jeweils als Meister der 2. Regionalliga in die dritthöchste Liga (1. Regionalliga) zurück. 2006 stieg Rotenburg aus der 1. Regionalliga ab. Von 2002 und 2007 war Kevin Magdowski Trainer der Rotenburger Herrenmannschaft.

## Spielstätte
Die Meisterschaftsspiele der BG 89 werden in der Großturnhalle Pestalozzischule in Rotenburg (Wümme) ausgetragen, welche 800 Zuschauer fasst. Weiterhin steht die Große Halle am Vareler Weg in Scheeßel zur Verfügung, die ebenfalls 800 Zuschauern Platz bietet. Weiterhin verfügt die BG 89 über mehrere Trainingshallen, in denen auch Spiele des Nachwuchses ausgetragen werden. 

## Bekannte Spieler

### Damen
- Andrea Baden
- Svenja Brunckhorst
- Heidrun Globig
- Pia Mankertz
- Hannah Pakulat
- Laura Rahn
- Leonie Rosemeyer
- Margret Skuballa
- Emma Stach
- Anna Suckstorff
- Kata Takács
- Constanze Wegner
- Katharina Wohlberg
- Franziska Worthmann

### Herren
- Andy Bluhm
- Clemens Eichler
- Nicolas Grundmann
- Ron Hamelberg
- Holger Jacobsen
- Jan Lipke
- Tom Lipke
- Knut Nagel
- Florian Reiter
- Max Weber

## Nachwuchs
Der Verein betreibt eine breit angelegte Nachwuchsarbeit im Basketball mit Mannschaften im Spielbetrieb aller Altersklassen.